# Device Independent Bitmap
Device Independent Bitmap (DIB) ou Windows Bitmap (BMP) é um formato de gráficos por mapa de bits (composto por pixels) também chamado em inglês de raster, e portanto gerando arquivos grandes e não compactados evita-se o uso do mesmo em aplicações que exijam tráfego rápido de dados como na Internet, pois o formato padrão gráfico na Web são o JPG ou JPEG, PNG e o GIF.  Esse formato era usado pelos gráficos de subsistema (GDI) da Microsoft Windows, mas cada vez menos usado na prática, ou somente utilizado em aplicações mais específicas devido ao tamanho dos arquivos gerados.